# إدوارد أوبراين
إدوارد أوبراين (بالإنجليزية: Edward O'Brien)‏ هو منافس ألعاب قوى أمريكي، ولد في 12 سبتمبر 1914 في سومرز بوينت في الولايات المتحدة، وتوفي في 15 سبتمبر 1976 في برمودا في المملكة المتحدة.

## وصلات خارجية
- إدوارد أوبراين على موقع أوليمبيديا (الإنجليزية)